# Mandarinka

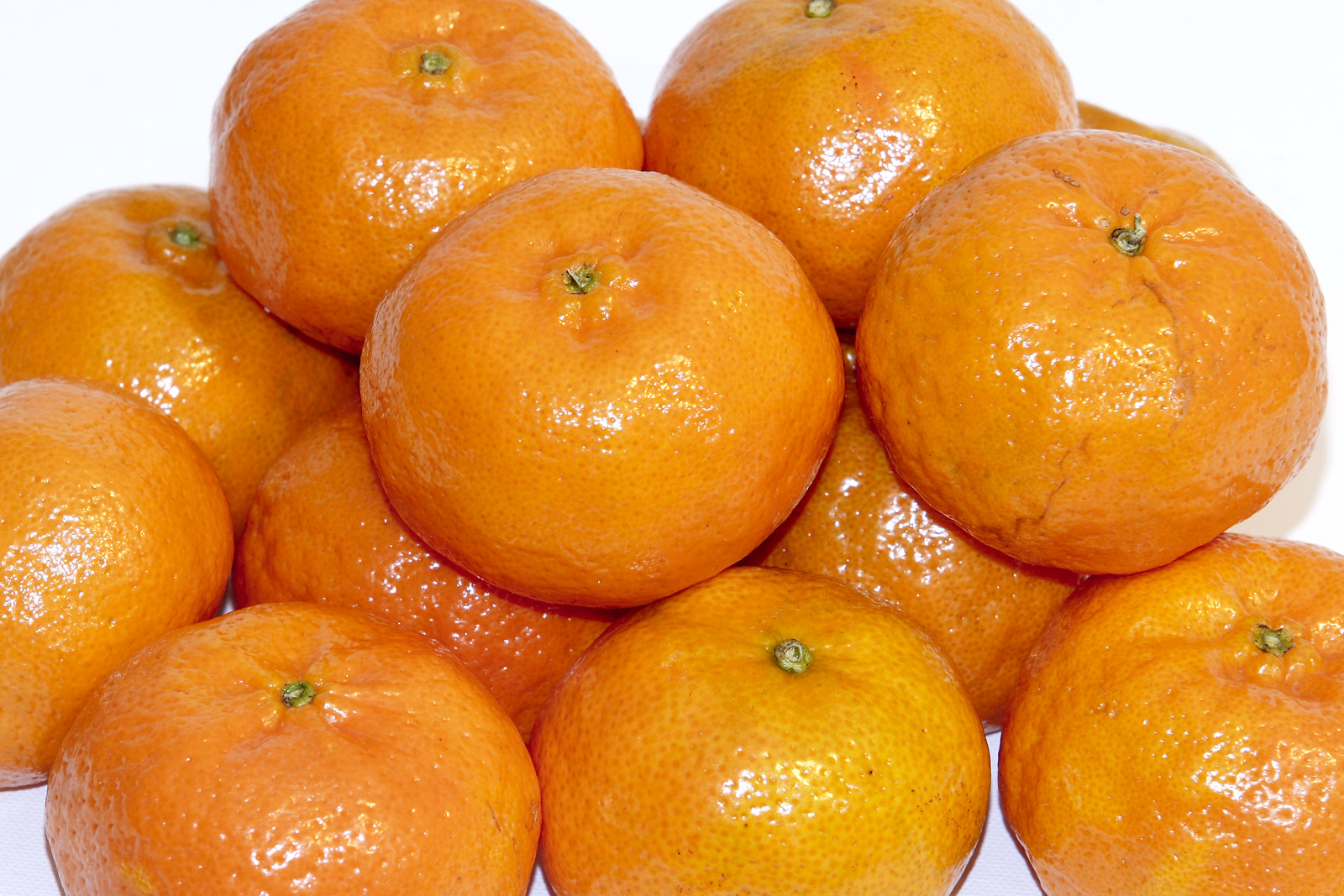
Mandarinky

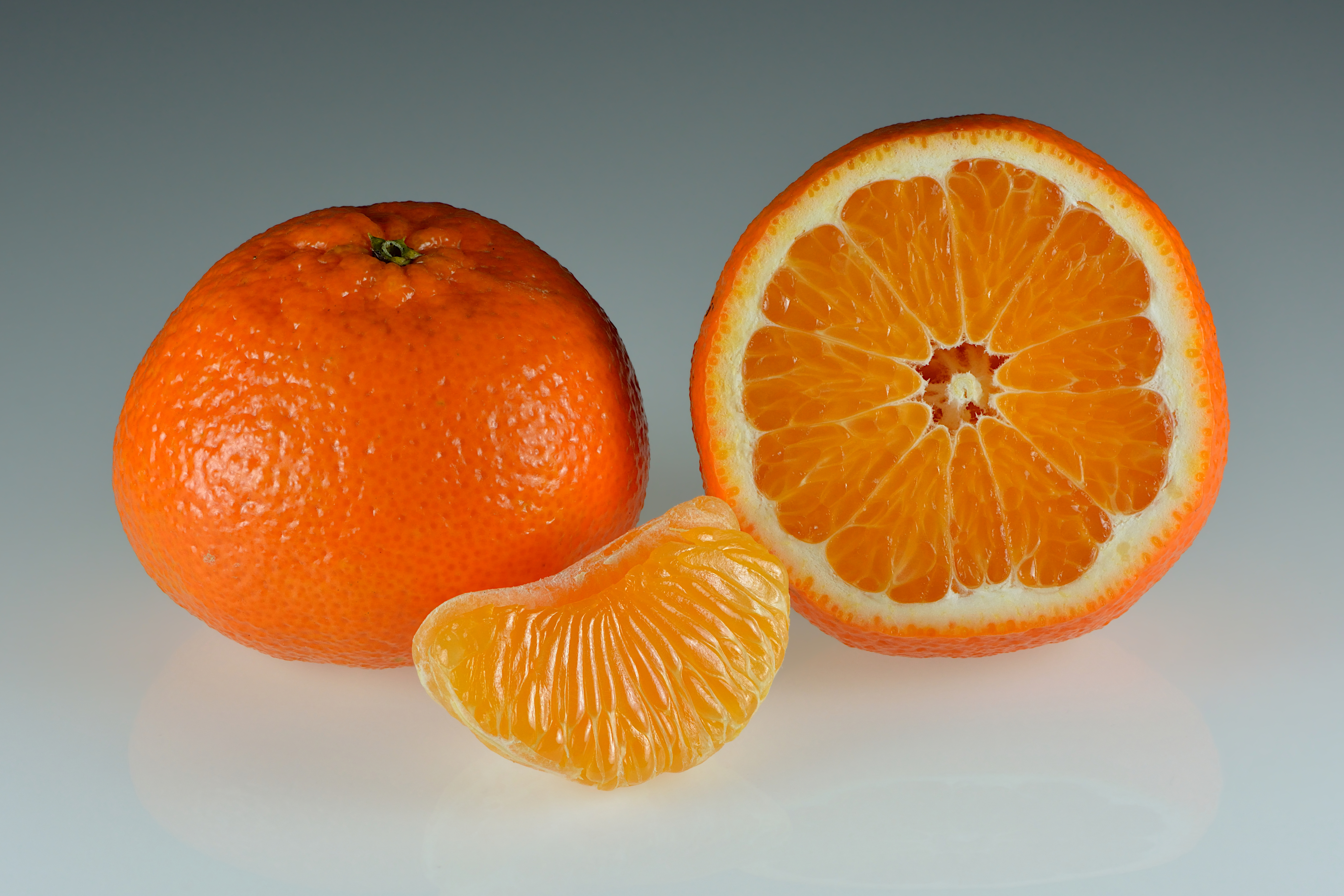
Mandarinky

Mandarinka je citrusový plod (hesperidium) oranžové barvy. Původ názvu není úplně jasný. Někdy se tvrdí, že pochází ze slova Mandare, což je původní název ostrova Mauricius, odkud bývaly mandarinky dováženy. Jindy zase se uvádí, že pojmenování ovoce získalo podle země původu. Původním domovem těchto citrusů je totiž Čína a Japonsko. Složení mandarinek je podobné jako u pomerančů, i když vitamin C, minerály, organické kyseliny a další výživné látky jsou v nich zastoupeny v menším množství.
Jako mandarinky bývají nicméně označovány plody různých druhů a kultivarů stromů, které se následně pěstují v řadě odrůd:
- Citrus reticulata (mandarinka obecná)
- Citrus unshiu – původní botanický druh, zvaný též satsuma či satsma
- Citrus deliciosa – botanický druh původem z východní Asie, znám pod názvem středomořské či středozemní mandarinky
- Citrus × nobilis (syn. Citrus × aurantium) – tzv. královské mandarinky, kříženec původem z Vietnamu, kde je nazývaný cam sành
- klementinka (mandarinka klementina) – kříženec různých odrůd, obvykle bezsemenné, s tenkou, dobře sloupatelnou kůrou a dobře dělitelnými dílky
- tangerinka – vzniklé křížením mandarinek a pomerančů, hůř se loupají, dílky drží pevněji u sebe a obsahují semena
- mandora

## Léčivé látky
Dobrý zdroj vitaminu C, obsahují pektin, formu rozpustné vlákniny, která může pomáhat ke snižování hodnot krevního cholesterolu.[zdroj?] Vitamin C je také antioxidant, který pomáhá předcházet škodám působeným volnými radikály a tak poskytuje určitou ochranu proti různým formám rakoviny.[zdroj?]
Stejně i blanka mezi jednotlivými dílky dužiny, je hodnotnou součástí mandarinky, obsahuje rovněž pektin. Dužina i membrány obsahuji také bioflavonoidy, které účinkují stejným způsobem jako antioxidanty.